# پذیرش در اتحادیه

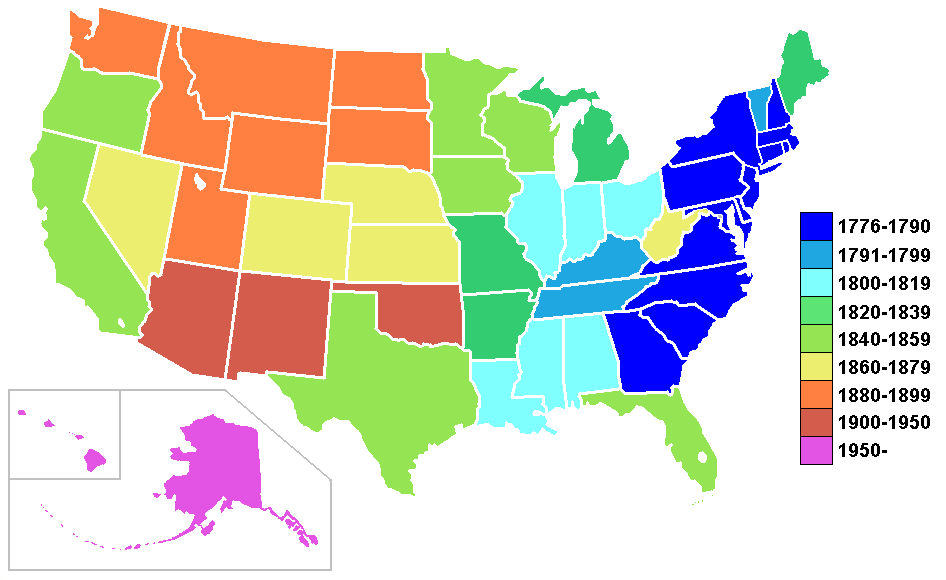
ایالت های ایالات متحده بر اساس تاریخ تشکیل ایالت

فقره (یا بند) پذیرش در اتحادیه (Admission to the Union) از قانون اساسی ایالات متحده آمریکا، که همچنین از آن به عنوان «فقره پذیرش ایالات» جدید به اتحادیه نیز یاد می‌شود، در ماده ۴، بخش ۳، فقره ۱ یافت شده و کنگره ایالات متحده را مجاز می‌کند که ایالات جدید را (علاوه بر ۱۳ ایالتی موجود در اتحادیه پس از نافذ شدن قانون اساسی) نیز در این اتحادیه بپذیرد. قانون اساسی آمریکا در ۲۱ ژوئن ۱۷۸۸ در ۹ ایالتی که آن را تصویب کرده بودند، نافذ شد و حکومت فدرال ایالات متحده آمریکا در ۴ مارس ۱۷۸۹ فعالیت خود را طبق آن آغاز کرد (که در آن‌زمان در ۱۱ ایالت از ۱۳ ایالت نافذ بود). پس از آن، ۳۷ ایالت عضویت اتحادیه را کسب کردند و هر ایالت جدید طبق قانون اساسی ایالات متحده آمریکا با ایالات از قبل موجود، دارای حقوق برابر و مساوی اند.
از جمله ۳۷ ایالت پذیرفته شده به عضویت کنگره ایالات متحده آمریکا، همهٔ آن‌ها جز ۶ ایالت در قلمروی موجود و گنجانیده شده آمریکا شکل گرفته‌اند. ایالتی که این‌گونه ایجاد می‌شود، ممکن است تمام یا قسمتی از قلمرو را دربرگیرد. وقتی‌که مردم یک قلمرو یا یک منطقه به جمعیت کثیر مبدل شوند و علاقه‌مندی خود را به منظور شکل‌گیری ایالت به دولت فدرال آمریکا اعلام کنند، در بسیاری موارد، کنگره قانون تفویضی را تصویب می‌کند که به مردم آن قلمرو یا منطقه صلاحیت می‌دهد تا قانون اساسی ایالت پیشنهادی را به عنوان یک مرحلهٔ ورود به اتحادیه تدوین نمایند. هرچند، کاربرد قانون تفویضی در تاریخ امر معمولی بود، ولی چندین ایالت بدون آن مجوز ورود به اتحادیه را به‌دست آوردند.
در بسیاری موارد، قانون تفویضی مکانیزمِی را تشریح می‌کند که به‌وسیله آن قلمرو پس از تصویب قانون اساسی و انتخاب افسران ایالت، به مثابه یک ایالت پذیرفته می‌شود. هرچند کاربرد این‌گونه قانون یک روی‌کرد تاریخی است، اما چندین قلمرو پیش‌نویس قوانین اساسی را برای ارائه به کنگره ترتیب نمودند که فاقد قانون تفویضی بود و سپس به اتحادیه پذیرفته شدند. طرح جامع برای این روند از سوی قانون اراضی سال ۱۷۸۴ و قانون شمال غربی سال ۱۷۸۷ ایجاد شد که هر دوی آن پیش از قانون اساسی ایالات متحده آمریکا بودند.
بند ورود ایالات جدید به اتحادیه، تشکیل ایالات جدید را از ایالات موجود بدون رضایت تمامی ایالات مربوطه و کنگره ایالات متحده آمریکا منع می‌کند. هدف اصلی آن هشدار این بود تا برای ایالات شرقی که هنوز ادعای مالکیت زمین‌های غربی (چهار ایالت وجود داشت؛ کنتیکت، جورجیا، کارولینای شمالی و ویرجینیا) را در سر داشتند، دربارهٔ ایالت‌های غربی به آن‌ها حق وتو دهد که آیا می‌توانند به ایالت تبدیل شوند یا خیر. هر زمانی‌که پیشنهاد تقسیم‌بندی یک ایالت یا ایالات صورت می‌گرفت، فقره مزبور همان مسئله را مکرراً بیان می‌نمود.

## پس زمینه

### مفاد کنفدراسیون
ایالات متحده آمریکا میان سال‌های ۱۷۸۱ و ۱۷۸۹ از سوی کنگره تک‌مجلسی یا کنگره کنفدراسیون اداره می‌شد که طبق صلاحیت تفویض شده به وی از جانب اصول کنفدراسیون، نخستین قانون اساسی کشور، عمل می‌کرد. ماده ۱۱، به کنگره صلاحیت می‌دهد تا ایالات جدید را به شرط موافقت ۹ ایالت به اتحادیه بپذیرد. بر اساس این ماده‌ها، هر ایالت در مورد هر اقدام پیشنهاد شده در کنگره حق یک رای را داشت.
کنگره کنفدراسیون طی این مدت دو قانون را برای پذیرش ایالات جدید به اتحادیه وضع کرد. نخستین قانون، قانون اراضی سال ۱۷۸۴ بود که در ۲۳ آوریل سال ۱۷۸۴ وضع شد. توماس جفرسون نویسنده این قانون بود. قانون مزبور، خواستار زمین‌هایی بود (که اخیراً به مثابه بخشِی از ایالات متحده آمریکا طی معاهده پاریس جزوی از این کشور شده‌است) این زمین‌ها در غرب رشته کوه‌های آپالاشین، شمال رودخانهٔ اوهایو و شرق رودخانه میسیسیپی واقع شده که در نهایت به ۱۰ ایالت تقسیم‌بندی می‌شدند. در صورتی‌که جمعیت یک منطقه به ۲۰ هزار نفر برسد، این منطقه می‌توانست کنوانسیون قانون اساسی را ترتیب نموده و حکومت موقت را شکل دهد. پس از وضع قانون اساسی که تأیید می‌کرد ایالت جدید برای همیشه بخشی از کنفدراسیون باشند، طبق اکثریت آراء در کنگره به یک ایالت جدید تبدیل می‌شد و از حقوق و امتیازات مساوی با سایر ایالات برخوردار می‌گشت. مقررات ایالت جدید تصریح می‌کند که این ایالت باید تابع اصول کنفدراسیون و قوانین کنگره باشد؛ تابع پرداخت برای قرضه‌های فدرال بوده، از املاک فدرال در داخل مرز ایالت مالیات اخذ نکند یا بر ساکنان غیرمالیاتی بالاتر از میزان مالیات بر ساکنان اصلی مالیات وضع ننماید و همچنین حکومت‌داری از نوع جمهوری را خواهد داشت. پیش‌نویس اصلی فرمان جفرسون نام‌های ایالات پیشنهادی را بیان کرده و شامل احکامی بود که «بعد از سال ۱۸۰۰، برده‌داری و خدمت اجباری غیرداوطلبانه در هیچ‌یکی از آن‌ها وجود نخواهد داشت».
سه سال بعد، قانون شمال غربی سال ۱۷۸۷ جایگزین فرمان سال ۱۷۸۴ شد. این قانون در ۱۳ ژوئیه ۱۷۸۷ میلادی توسط کنگره کنفدراسیون وضع شد و قلمروی شمال غربی را به عنوان نخستین قلمروی تنظیم شده و گنجاینده در نقشه ایالات متحده آمریکا، شکل داد. قانون شمال غربی (ماده ۵) ورود چندین ایالت جدید را از داخل خود، حکم می‌کرد:
در قلمروی ذکر شده حداقل ۳ و حداکثر ۵ ایالات شکل گیرد. و هرگاه هر یکی از ایالات مذکور ۶۰ هزار جمعیت آزاد در خود داشته باشند، این ایالت توسط نماینده‌گان خود در کنگره ایالات متحده آمریکا پذیرفته خواهند شد و از حقوق و امتیازهای سایر ایالات در تمامی موارد به‌صورت مساوی برخوردار خواهند شد. این ایالت اجازه دارد قانون اساسی دائمی خود را ترتیب نموده و دولت ایالتی را شکل دهد؛ مشروط بر این‌که قانون اساسی و شکل‌گیری چنین حکومتی باید جمهوری بوده، سازگار با اصول تسجیل یافته در این مواد قرار داشته و تا حد ممکن مطابق منافع عمومی کنفدراسیون باشند. بدین ترتیب اگر تعداد ساکنان آزاد در ایالت کم‌تر از ۶۰ هزار باشد، در سریع‌ترین زمان ممکن صورت خواهد گرفت.
زمانیکه اصول کنفدراسیون نافذ بود، کنگره قوانین مختلفی را به منظور پذیرش ایالات جدید در اتحادیه مورد غور و بررسی قرار داد که سرانجام هیچ‌یکی از آن‌ها به تصویب نرسیدند.
- کنگره ایالات متحده آمریکا در ۲۰ اوت ۱۷۸۱ میلادی، قطع‌نامه‌ای را تصویب نمود که در آن شرایطی را تصریح می‌نمود که تحت آن جمهوری ورمونت (که در آن زمان حاکمیت ایالت مستقل ولی به رسمیت شناخته نشده بود) می‌تواند وارد اتحادیه شود. اما تنها چیز مورد نیاز، صرف نظر از ادعای خود در راستای قلمروی غربی دریاچه چمپلین و شرق رودخانه کنتیکت بود.[۷] سپس، قوه مقننه ورمونت در ماه فوریه ۱۷۸۲ با این شرایط موافقت کرد. اما پذیرش ورمونت با مخالفت نیویورک مواجه شد که ادعای مورد منازعه‌ای را برای منطقه طرح نمود و در نتیجه در برابر پیشنهاد پذیرش ایستادگی موفقیت‌آمیزی کرد.
- در ۱۶ ماه می ۱۷۸۵، قطع‌نامه‌ای برای اعطای مجوز ورود فرانکلند (که بعداً به فرانکلین تغییر نام کرد) به اتحادیه، در کنگره ایالات متحده آمریکا به رأی‌گیری سپرده شد، که در نهایت ۷ ایالت به پذیرفتن ایالت چهاردهم رای دادند. اما این کم‌تر از ۹ ایالتی بود که مستلزم اصول کنفدراسیون بودن. ایالت پیشنهاد شده در منطقه تِنسی شرقی و در قلمروی غرب رشته‌کوه‌های آپالیشین واقع بوده و توسط کارولینای شمالی به عنوان واگذاری ایالت به کنگره پیشنهاد شده بود تا به پرداخت قرضه‌های مربوط به جنگ انقلاب آمریکا کمک نماید. تا زمانی‌که ایالت کارولینای شمالی در اواسط سال ۱۷۸۸ سلطه و حاکمیت خود را در منطقه‌اش دوباره به‌دست‌آورد، به عنوان یک ایالت غیرقانونی باقی‌ماند. زمانی‌که کارولینای شمالی در سال ۱۷۹۰ این منطقه را مجدداً واگذار نمود، منطقه‌ای که فرانکلین را دربرداشت به عنوان بخشی از قلمروی جنوب غربی شد.
- در ماه ژوئیه سال ۱۷۸۸، کنگره دربارهٔ اینکه آیا کنتاکی را در اتحادیه بپذیرند یا خیر، به بحث آغاز نمود.[۸] کنتاکی در آن ایام بخشی از قلمروی ایالت ویرجنیا بود. مجلس تقنینی ویرجینیا در مورد ایجاد ایالت جدید از سمت غربی آن، موافقت کرده بود. با این‌حال، هنگامی‌که کنگره بحث در باره موضوع را آغاز نمود، اطلاعیه‌ای را به‌دست آوردند که نیوهمپشایر قانون اساسی را تصویب کرد و نهمین ایالت آمریکا گردید که این کار را انجام داد و باعث شد این قانون در ایالت‌های تصویب‌کننده نافذ شود. کنگره به‌جای آن، قطع‌نامه‌ای را تصویب نمود که در آن اظهار داشت: پذیرش ایالت جدید تحت آن شرایط «غیرقابل قبول» است و این موضوع تا ایجاد دولت فدرال طبق قانون اساسی تعلیق شود.